# هاوارد فرانکلین
هاوارد فرانکلین (انگلیسی: Howard Franklin؛ زادهٔ ۱ ژانویهٔ ۲۰۰۰) فیلم‌نامه‌نویس، کارگردان اهل ایالات متحده آمریکا است.فیلم های مشهور او شامل نام گل سرخ،تغییر سریع با همکاری بیل موریی هستند.